# Szczurofutrzak
Szczurofutrzak (Millardia) – rodzaj ssaków z podrodziny myszy (Murinae) w obrębie rodziny myszowatych (Muridae). 

## Zasięg występowania
Rodzaj obejmuje gatunki występujące w Azji.

## Morfologia
Długość ciała (bez ogona) 77–200 mm, długość ogona 67–186 mm, długość ucha 16–24 mm, długość tylnej stopy 18–34 mm; masa ciała 98–110 g.

## Systematyka
Rodzaj zdefiniował w 1911 roku angielski zoolog Oldfield Thomas w artykule zatytułowanym Nowy rodzaj i gatunek myszowych z Sind, z diagnozami trzech innych nowych rodzajów opartych na wcześniejszych gatunkach „Mus”, opublikowanym w czasopiśmie „The journal of the Bombay Natural History Society”. Gatunkiem typowym jest (oryginalne oznaczenie) szczurofutrzak dekański (M. meltada). 

### Etymologia
- Millardia: Walter Samuel Millard (1864–1962), brytyjski przedsiębiorca, przyrodnik, działacz ruchu na rzecz ochrony przyrody, sekretarz Bombay Natural History Society w latach 1906–1920[1][9].
- Grypomys: gr. γρυπος grupos ‘zakrzywiony’[10]; μυς mus, μυος muos ‘mysz’[11]. Gatunek typowy (oryginalne oznaczenie): Mus gleadowi J.A. Murray, 1885.
- Guyia: Guy Chester Shortridge (1880–1949), angielski zoolog[2]. Gatunek typowy (oryginalne oznaczenie): Millardia kathleenae O. Thomas, 1914.
- Millardomys: Walter Samuel Millard (1864–1962), jw.; gr. μυς mus, μυος muos ‘mysz’[3]. Gatunek typowy (oryginalne oznaczenie): Millardia kathleenae O. Thomas, 1914.

### Podział systematyczny
Pokrewne rodzaje to Cremnomys i Madromys, a także prawdopodobnie Diomys. Do rodzaju należą cztery występujące współcześnie gatunki:
| Grafika | Gatunek              | Autor i rok opisu     | Nazwa zwyczajowa        | Podgatunki         | Rozmieszczenie geograficzne                                                                                         | Podstawowe wymiary                               | Status IUCN |
| ------- | -------------------- | --------------------- | ----------------------- | ------------------ | --- | ------------------------------------------------ | ----------- |
|         | Millardia gleadowi   | (J.A. Murray, 1886)   | szczurofutrzak piaskowy | gatunek monotypowy | Pakistan i północno-zachodnie Indie (Radżastan i Gudźarat)                                                          | DC: 7,7–9,7 cm DO: 6,7–9,3 cm MC: brak danych    | LC          |
|         | Millardia kathleenae | O. Thomas, 1914       | szczurofutrzak ugorowy  | gatunek monotypowy | endemit Mjanmy: piaszczyste równiny środkowej części suchego obszaru                                                | DC: 13–16,5 cm DO: 12–15,5 cm MC: 98–110 g       | LC          |
|         | Millardia kondana    | Mishra & Dhanda, 1975 | szczurofutrzak leśny    | gatunek monotypowy | endemit Indii: znany tylko z obszaru wyżyny Sinhgarh (zachodnia Maharasztra); zakres wysokości: około 1270 m n.p.m. | DC: 15–20 cm DO: 11–18,6 cm MC: brak danych      | EN          |
|         | Millardia meltada    | (J.E. Gray, 1837)     | szczurofutrzak dekański | gatunek monotypowy | wschodni Pakistan, Indie, południowy Nepal i Sri Lanka; zakres wysokości: 0–2670 m n.p.m.                           | DC: 10,7–15,4 cm DO: 9,2–13,6 cm MC: brak danych | LC          |

Kategorie IUCN:  LC  – gatunek najmniejszej troski,  EN  – gatunek zagrożony.
Do rodzaju zaliczano także gatunki wymarłe. W Etiopii znaleziono skamieniałości dwóch gatunków wstępnie przypisanych do tego rodzaju, co wskazywało, że gryzonie te występowały dawniej na większym obszarze, również poza Azją. Jednak jeden z nich został później przypisany do rodzaju kolcomysz (Acomys), a jest niewykluczone, że i drugi został mylnie zidentyfikowany; opisany gatunek występował w pliocenie:
- Millardia taiebi Sabatier, 1982